# Eckbolsheim
Eckbolsheim település Franciaországban, Bas-Rhin megyében. Lakosainak száma 7237 fő (2022. január 1.). Eckbolsheim Holtzheim, Lingolsheim, Oberhausbergen, Strasbourg és Wolfisheim községekkel határos.

## Népesség
A település népességének változása:
| Lakosok száma | 6725 | 6595 | 6788 | 6857 | 6986 | 7049 | 7143 | 7199 | 7237 |
|               | 2013 | 2015 | 2016 | 2017 | 2018 | 2019 | 2020 | 2021 | 2022 |